# Juan Pablo Belatti
Juan Pablo Belatti (* 15. April 1979) ist ein argentinischer Fußballschiedsrichterassistent. Er steht als dieser seit 2011 auf der Liste der FIFA-Schiedsrichter.

## Karriere
Als Schiedsrichterassistent war Belatti (meist zusammen mit Hernán Maidana) bei vielen internationalen Turnieren im Einsatz, darunter beim Konföderationen-Pokal 2013 in Brasilien (als Assistent von Diego Abal), bei der Weltmeisterschaft 2014 in Brasilien, beim Konföderationen-Pokal 2017 in Russland und bei der Weltmeisterschaft 2018 in Russland (jeweils als Assistent von Néstor Pitana). Bei der Weltmeisterschaft 2018 leiteten Pitana, Maidana und Belatti sowohl das Eröffnungsspiel als auch das Finale zwischen Frankreich und Kroatien (4:2).
Als Assistent begleitete er nebst vielen Partien auf nationaler Ebene unter anderem international nebst Partien auf Klub-Ebene, auch Spiele von Nationalmannschaften. Hierbei war er unter anderem bei zwei Copa Américas und der Europameisterschaft 2020 sowie der Weltmeisterschaft 2014 und 2018 vertreten. Zur Weltmeisterschaft 2022 wurde er ins Aufgebot der Assistenten berufen.